# Andrea De Carlo
Andrea De Carlo (né le 11 décembre 1952 à Milan) est un écrivain italien.

## Biographie
C'est après de nombreux voyages aux États-Unis qu'il a décidé d'envoyer le manuscrit de son troisième roman, Treno di Panna, à une maison d'édition et à Italo Calvino. Ce dernier l'a aidé à le publier chez Einaudi en lui écrivant une introduction. Le livre a reçu un prix littéraire l'année suivante (aujourd'hui, Andrea de Carlo ne participe plus à aucun prix littéraire). Il s'est intéressé au cinéma et a travaillé avec Federico Fellini et Michelangelo Antonioni.  Il est engagé dans la campagne de Greenpeace "écrivain pour les forêts" : ses deux derniers romans ont été édités sur papier recyclé. Ses romans ont été traduits dans 21 pays.
2006 est l'année de la sortie de Mare delle verità, un roman d'aventure.

## Publications

### Livres enitalien
- Treno di panna (1981) introduction d'Italo Calvino
- Uccelli da gabbia e da voliera (1982)
- Macno (1984)
- Yucatan (1986)
- Due di due (1989)
- Tecniche di seduzione (1991)
- Arcodamore (1993)
- Uto (1995)
- Di noi tre (1997)
- Nel momento (1999)
- Pura vita (2001)
- I veri nomi (2002)
- Giro di vento (2004).
- Mare delle verità (2006)

### Livres traduits en français
- 1986 - Chantilly-Express (Treno di panna), trad. René de Ceccatty, Rivages  (ISBN 286930014X)
- 1996 - Oiseaux de cage et de volière (Uccelli da gabbia e da voliera), Rivages  (ISBN 2743600268)
- 1996 - Amore (Arcodamore), Grasset  (ISBN 2246502314)
- 2001 - L'instant d'après (Nel momento), Denoel  (ISBN 2207251322)
- 2006 - Week-end à Moulin-Vent (Giro di vento), Flammarion  (ISBN 9782080689078)
- 2018 - Deux sur deux (Due di due), trad. Chantal Moiroud, Hervé Chopin,  (ISBN 9782357203709)

## Autres domaines artistiques

### Musique
Il a écrit et mis en scène avec le musicien Ludovico Einaudi Time Out avec le groupe américain ISO et Salgari avec Daniel Ezralow, Il a composé et enregistré les musiques du cd Alcuni nomi, de la bande son du film Uomini & donne, amori & bugie et du cd Dentro Giro di vento.

### Cinéma
- Assistant de Federico Fellini pour le film E la nave va.
- Réalisateur du documentaire Le facce di Fellini et du film Treno di panna.